# أودوغ
أودوغ، عرف لاحقاً في الأكادية أوتوكّو، عبارة عن طبقة غامضة من الشياطين من أساطير بلاد ما بين النهرين القديمة التي كان يعتقد في بعض الأحيان بأنها جيدة وأحيانا شريرة. في نصوص طرد الأرواح الشريرة، يتم أستدعاء «الأودوغ الجيدة» أحيانًا ضد «الأودوغ الشريرة». الكلمة غامضة بشكل عام وتستخدم أحياناً للإشارة إلى الشياطين ككل بدلاً من نوع معين من الشيطان. لم يتم حتى الآن تحديد أي تمثيل بصري للأودوغ، ولكن وصفه ينسب إليه ميزات غالبًا ما تعطى لشياطين قديمة أخرى في بلاد ما بين النهرين: ظل مظلم، وغياب ضوء يحيط به، وسم، وصوت يصم الآذان.

## الهوية
من بين جميع الشياطين من بلاد ما بين النهرين، قليلاً ما يميز أودوغ بوضوح. لم تكن الكلمة في الأصل تدل على ما إذا كان الشيطان المعني جيدًا أم شريرًا. في إحدى أسطوانتي جودا، يطلب الملك كوديا من لجش (حكمت ق. 2144-2124 قبل الميلاد) من الآلهة إرسال «أودوغ جيد» لحمايته ولاما لتوجيهه. النصوص السليمة القديمة الباقية من بلاد ما بين النهرين تعطي تعليمات لأداء طرد الأرواح الشريرة في كثير من الأحيان بأستدعاء «أودوغ جيد» لتوفير الحماية أو غيرها من المساعدات كما يتم تنفيذ التعويذة. بيد أن النصوص السحرية في بلاد ما بين النهرين، تشير أيضًا إلى «أودوغ شرير» محدد بالإضافة إلى العديد من «الأودوغ», يشار إليها أيضًا كشريرة. عبارة «أودوغ الشرير» هي أودوغ هول في السومرية و أوتوكو ليمونوتي في الأكادية. أودوغ الشرير غالباً ما يكون ناقل للأمراض الجسدية والعقلية. يُعرف قانون طرد الأرواح الشريرة أودوغ الشريرة بـأودوغ هول، وهو التوسُّع الأكادي (الذي يُعرف في الأكادية بأسم أوتوكو ليمونوتي) في ستة عشر قرص.
كلمة أودوغ بنفسها بدون تصفيات عادة ما تدل على أودوغ الشرير. تستحضر نصوص طرد الأرواح الشريرة في بعض الأحيان «الأودوغ الجيد» ضد «الأودوغ الشرير». يقول نص من الفترة البابلية القديمة (ق. 1830 ق. م – ق. 1531 ق. م) «عسى أن يقف الأودوغ الشرير والغالاالشريرة جانباً. وعسى أن الأودوغ الجيد والغالا الجيدة تكون حاضرة.» في بعض الأحيان كلمة أودوغ لا تشير إلى شيطان معين، ولكن بدلاً من ذلك تكون بمثابة مصطلح شامل لجميع الشياطين المختلفة في شياطين بلاد ما بين النهرين. على حساب قدرة الأودوغ على كل من الخير والمرض، يجادل جراهام كنينغهام بأن «مصطلح دايمون» سيطان«يبدو أفضل» على المدى «شيطان»، وهو الذي يستخدم عادة لوصف ذلك.

## المظهر
لا يُعرف سوى عدد قليل من الأوصاف عن الجذور، ووفقاً لجينا كونستانتوبوليس لم يتم التعرف على أي تمثيل تصويري أو مرئي له. ومع ذلك، فإن بعض الأختام الاسطوانية في بلاد ما بين النهرين تظهر شخصية تحمل صولجان إلى جانب الحارس الشيطاني لاما، والتي يمكن تحديدها على أنها جذر. وقد جادل ف. ا. م. ويغًرمان بأن الصور من اللاما وأودوغ كثيراً ما تستخدم لحراسة المداخل.

في تعويذة ثنائية اللغة مكتوبة في كل من السومرية والأكادية، يصف الإله أسالوهي «شذوذ الشر» لأبيه إنكي:
يا أبتي، أودوغ الشرير [أودوغ هول]، مظهره خبيث وقوامه شاهق

, على الرغم من أنه ليس إلهًا، فإن صخبه رائع، وتألقه [ميلام] هائل

, أنه مظلم، ظله أسود، وليس هناك ضوء داخل جسمه

, دائما يختبئ، يتخذ ملجأ، لا يقف بفخر، مخالبه تنقط الصفراء، فيترك السم في أعقابه

, لم يتم الإفراج عن حزامه، مرفقاً ذراعيه

, إنه يملأ هدف غضبه بالدموع، في جميع الأراضي، لا يمكن كبح جماح المعركة.
هذا الوصف في الغالب يلمع فوق ما يبدو عليه أودوغ، بدلاً من ذلك يركز أكثر على قدراته الخارقة للطبيعة. كل الصفات المميزة إلى «أودوغ الشرير» هنا هي سمات شائعة تعزى في الغالب إلى جميع أنواع الشياطين القديمة في بلاد ما بين النهرين: ظلال قاتمة، وغياب ضوء الذي يحيط به، وسم، وصوت يصم الآذان. أوصاف أخرى من أودوغ لا تتفق مع هذا واحد وغالباً ما تتعارض معه. تشير كونستانتوبولوس إلى أن «الأودوغ يتم تعريفه بما ليس هو: شيطان لا أسم له ولا شكل له، حتى في مظهره المبكر.» تُعرفه تعويذة من الفترة البابلية القديمة (ق. 1830 – ق. 1531 ق. م) بأنه «الذي، منذ البداية، لم يُنادى بأسمه... الذي لم يظهر بشكل ما.»

## وصلات خارجية
- لمحة عامة عن أدب بلاد ما بين النهرين
- مصادر في أساطير بلاد ما بين النهرين (ينظر 2006.2.12)